# 보령박물관
보령박물관은 충청남도 보령시에 있는 공립 박물관이다.

## 연혁
- 2013년 11월 29일 개관.